# Tour des Fjords 2015
La 8e édition du Tour des Fjords a eu lieu du 27 au 31 mai 2015. La course fait partie du calendrier UCI Europe Tour 2015 en catégorie 2.1.
Elle a été remportée par l'Autrichien Marco Haller (Katusha) respectivement douze et vingt-quatre secondes devant le Danois Søren Kragh Andersen, vainqueur de la quatrième étape, et le Suédois Michael Olsson tous les deux membres de l'équipe Trefor-Blue Water.
Le Norvégien Alexander Kristoff (Katusha), lauréat des première, deuxième et troisième étapes, gagne le classement par points tandis que l'Espagnol Amets Txurruka (Caja Rural-Seguros RGA) s'adjuge le classement de la montagne. De plus Haller termine meilleur jeune  et la formation espagnole Caja Rural-Seguros RGA finit meilleure équipe.

## Présentation

### Équipes
Classé en catégorie 2.1 de l'UCI Europe Tour, le Tour des Fjords est par conséquent ouvert aux WorldTeams dans la limite de 50 % des équipes participantes, aux équipes continentales professionnelles, aux équipes continentales et aux équipes nationales.
Vingt-et-unes équipes participent à ce Tour des Fjords - quatre WorldTeams, six équipes continentales professionnelles et onze équipes continentales :
| UCI WorldTeams      | UCI WorldTeams | UCI WorldTeams |
| Nom de l'équipe     | Pays           | Code           |
| ------------------- | -------------- | -------------- |
| Katusha             | Russie         | KAT            |
| Orica-GreenEDGE     | Australie      | OGE            |
| Tinkoff-Saxo        | Russie         | TCS            |
| Trek Factory Racing | États-Unis     | TFR            |

| Équipes continentales professionnelles | Équipes continentales professionnelles | Équipes continentales professionnelles |
| Nom de l'équipe                        | Pays                                   | Code                                   |
| -------------------------------------- | -------------------------------------- | -------------------------------------- |
| Caja Rural-Seguros RGA                 | Espagne                                | CJR                                    |
| Cult Energy                            | Danemark                               | CLT                                    |
| MTN-Qhubeka                            | Afrique du Sud                         | MTN                                    |
| Roompot Oranje Peloton                 | Pays-Bas                               | ROP                                    |
| Topsport Vlaanderen-Baloise            | Belgique                               | TSV                                    |
| Wanty-Groupe Gobert                    | Belgique                               | WGG                                    |

| Équipes continentales | Équipes continentales | Équipes continentales |
| Nom de l'équipe       | Pays                  | Code                  |
| --------------------- | --------------------- | --------------------- |
| ActiveJet             | Pologne               | AJT                   |
| Coop-Øster Hus        | Norvège               | COH                   |
| FixIT.no              | Norvège               | FIX                   |
| Join-S-De Rijke       | Pays-Bas              | RIJ                   |
| Joker                 | Norvège               | TJO                   |
| Madison Genesis       | Royaume-Uni           | MGT                   |
| Rabobank Development  | Pays-Bas              | RDT                   |
| Ringeriks-Kraft       | Norvège               | KRA                   |
| Sparebanken Sør       | Norvège               | TSS                   |
| Tre Berg-Bianchi      | Suède                 | TTB                   |
| Trefor-Blue Water     | Danemark              | TBW                   |

## Étapes
| Étape     | Date   | Villes étapes             |                 | Distance (km) | Vainqueur d’étape    | Leader du classement général |
| --------- | ------ | ------------------------- | --------------- | ------------- | -------------------- | ---------------------------- |
| 1re étape | 27 mai | Bergen - Norheimsund (en) | Étape de plaine | 174,3         | Alexander Kristoff   | Alexander Kristoff           |
| 2e étape  | 28 mai | Jondal - Haugesund        | Étape de plaine | 215           | Alexander Kristoff   | Alexander Kristoff           |
| 3e étape  | 29 mai | Stord - Sauda             | Étape vallonnée | 164,1         | Alexander Kristoff   | Alexander Kristoff           |
| 4e étape  | 30 mai | Stavanger - Sandnes       | Étape vallonnée | 166,8         | Søren Kragh Andersen | Søren Kragh Andersen         |
| 5e étape  | 31 mai | Stavanger - Stavanger     | Étape de plaine | 181,5         | Edvald Boasson Hagen | Marco Haller                 |

## Déroulement de la course

### 1reétape
| Classement de l'étape | Classement de l'étape  | Classement de l'étape | Classement de l'étape  | Classement de l'étape |
|                       | Coureur                | Pays                  | Équipe                 | Temps                 |
| --------------------- | ---------------------- | --------------------- | ---------------------- | --------------------- |
| 1er                   | Alexander Kristoff     | Norvège               | Katusha                | en 4 h 31 min 55 s    |
| 2e                    | Marco Haller           | Autriche              | Katusha                | m.t                   |
| 3e                    | Daryl Impey            | Afrique du Sud        | Orica-GreenEDGE        | m.t                   |
| 4e                    | Kristian Sbaragli      | Italie                | MTN-Qhubeka            | m.t                   |
| 5e                    | Michael Valgren        | Danemark              | Tinkoff-Saxo           | m.t                   |
| 6e                    | Søren Kragh Andersen   | Danemark              | Trefor-Blue Water      | m.t                   |
| 7e                    | Marco Marcato          | Italie                | Wanty-Groupe Gobert    | m.t                   |
| 8e                    | Carlos Barbero         | Espagne               | Caja Rural-Seguros RGA | m.t                   |
| 9e                    | Rasmus Guldhammer      | Danemark              | Cult Energy            | m.t                   |
| 10e                   | Asbjørn Kragh Andersen | Danemark              | Trefor-Blue Water      | m.t                   |
| modifier              |                        |                       |                        |                       |

| Classement général | Classement général     | Classement général | Classement général     | Classement général |
|                    | Coureur                | Pays               | Équipe                 | Temps              |
| ------------------ | ---------------------- | ------------------ | ---------------------- | ------------------ |
| 1er                | Alexander Kristoff     | Norvège            | Katusha                | en 4 h 31 min 45 s |
| 2e                 | Marco Haller           | Autriche           | Katusha                | + 4 s              |
| 3e                 | Daryl Impey            | Afrique du Sud     | Orica-GreenEDGE        | + 6 s              |
| 4e                 | Kristian Sbaragli      | Italie             | MTN-Qhubeka            | + 10 s             |
| 5e                 | Michael Valgren        | Danemark           | Tinkoff-Saxo           | + 10 s             |
| 6e                 | Søren Kragh Andersen   | Danemark           | Trefor-Blue Water      | + 10 s             |
| 7e                 | Marco Marcato          | Italie             | Wanty-Groupe Gobert    | + 10 s             |
| 8e                 | Carlos Barbero         | Espagne            | Caja Rural-Seguros RGA | + 10 s             |
| 9e                 | Rasmus Guldhammer      | Danemark           | Cult Energy            | + 10 s             |
| 10e                | Asbjørn Kragh Andersen | Danemark           | Trefor-Blue Water      | + 10 s             |
| modifier           |                        |                    |                        |                    |

### 2eétape
| Classement de l'étape | Classement de l'étape  | Classement de l'étape | Classement de l'étape  | Classement de l'étape |
|                       | Coureur                | Pays                  | Équipe                 | Temps                 |
| --------------------- | ---------------------- | --------------------- | ---------------------- | --------------------- |
| 1er                   | Alexander Kristoff     | Norvège               | Katusha                | en 5 h 42 min 11 s    |
| 2e                    | Jasper Stuyven         | Belgique              | Trek Factory Racing    | m.t                   |
| 3e                    | Asbjørn Kragh Andersen | Danemark              | Trefor-Blue Water      | m.t                   |
| 4e                    | Edvald Boasson Hagen   | Norvège               | MTN-Qhubeka            | m.t                   |
| 5e                    | André Looij            | Pays-Bas              | Roompot Oranje Peloton | m.t                   |
| 6e                    | Kristian Sbaragli      | Italie                | MTN-Qhubeka            | m.t                   |
| 7e                    | Michael Valgren        | Danemark              | Tinkoff-Saxo           | m.t                   |
| 8e                    | Fridtjof Røinås        | Norvège               | Sparebanken Sør        | m.t                   |
| 9e                    | Carlos Barbero         | Espagne               | Caja Rural-Seguros RGA | m.t                   |
| 10e                   | Oscar Landa            | Norvège               | Coop-Øster Hus         | m.t                   |
| modifier              |                        |                       |                        |                       |

| Classement général | Classement général     | Classement général | Classement général     | Classement général  |
|                    | Coureur                | Pays               | Équipe                 | Temps               |
| ------------------ | ---------------------- | ------------------ | ---------------------- | ------------------- |
| 1er                | Alexander Kristoff     | Norvège            | Katusha                | en 10 h 13 min 46 s |
| 2e                 | Jasper Stuyven         | Belgique           | Trek Factory Racing    | + 14 s              |
| 3e                 | Marco Haller           | Autriche           | Katusha                | + 14 s              |
| 4e                 | Asbjørn Kragh Andersen | Danemark           | Trefor-Blue Water      | + 16 s              |
| 5e                 | Daryl Impey            | Afrique du Sud     | Orica-GreenEDGE        | + 16 s              |
| 6e                 | Kristian Sbaragli      | Italie             | MTN-Qhubeka            | + 20 s              |
| 7e                 | Michael Valgren        | Danemark           | Tinkoff-Saxo           | + 20 s              |
| 8e                 | Edvald Boasson Hagen   | Norvège            | MTN-Qhubeka            | + 20 s              |
| 9e                 | Carlos Barbero         | Espagne            | Caja Rural-Seguros RGA | + 20 s              |
| 10e                | Mads Pedersen          | Danemark           | Cult Energy            | + 20 s              |
| modifier           |                        |                    |                        |                     |

### 3eétape
| Classement de l'étape | Classement de l'étape  | Classement de l'étape | Classement de l'étape  | Classement de l'étape |
|                       | Coureur                | Pays                  | Équipe                 | Temps                 |
| --------------------- | ---------------------- | --------------------- | ---------------------- | --------------------- |
| 1er                   | Alexander Kristoff     | Norvège               | Katusha                | en 3 h 57 min 5 s     |
| 2e                    | Daryl Impey            | Afrique du Sud        | Orica-GreenEDGE        | m.t                   |
| 3e                    | Edvald Boasson Hagen   | Norvège               | MTN-Qhubeka            | m.t                   |
| 4e                    | Asbjørn Kragh Andersen | Danemark              | Trefor-Blue Water      | m.t                   |
| 5e                    | Jasper Stuyven         | Belgique              | Trek Factory Racing    | m.t                   |
| 6e                    | Mads Pedersen          | Danemark              | Cult Energy            | m.t                   |
| 7e                    | Alexander Wetterhall   | Suède                 | Tre Berg-Bianchi       | m.t                   |
| 8e                    | Nikolay Trusov         | Russie                | Tinkoff-Saxo           | m.t                   |
| 9e                    | Kristian Sbaragli      | Italie                | MTN-Qhubeka            | m.t                   |
| 10e                   | Eduard Prades          | Espagne               | Caja Rural-Seguros RGA | m.t                   |
| modifier              |                        |                       |                        |                       |

| Classement général | Classement général     | Classement général | Classement général  | Classement général  |
|                    | Coureur                | Pays               | Équipe              | Temps               |
| ------------------ | ---------------------- | ------------------ | ------------------- | ------------------- |
| 1er                | Alexander Kristoff     | Norvège            | Katusha             | en 14 h 10 min 41 s |
| 2e                 | Daryl Impey            | Afrique du Sud     | Orica-GreenEDGE     | + 20 s              |
| 3e                 | Jasper Stuyven         | Belgique           | Trek Factory Racing | + 24 s              |
| 4e                 | Michael Valgren        | Danemark           | Tinkoff-Saxo        | + 24 s              |
| 5e                 | Marco Haller           | Autriche           | Katusha             | + 24 s              |
| 6e                 | Asbjørn Kragh Andersen | Danemark           | Trefor-Blue Water   | + 26 s              |
| 7e                 | Edvald Boasson Hagen   | Norvège            | MTN-Qhubeka         | + 26 s              |
| 8e                 | Kristian Sbaragli      | Italie             | MTN-Qhubeka         | + 30 s              |
| 9e                 | Mads Pedersen          | Danemark           | Cult Energy         | + 30 s              |
| 10e                | Marco Marcato          | Italie             | Wanty-Groupe Gobert | + 30 s              |
| modifier           |                        |                    |                     |                     |

### 4eétape
| Classement de l'étape | Classement de l'étape | Classement de l'étape | Classement de l'étape  | Classement de l'étape |
|                       | Coureur               | Pays                  | Équipe                 | Temps                 |
| --------------------- | --------------------- | --------------------- | ---------------------- | --------------------- |
| 1er                   | Søren Kragh Andersen  | Danemark              | Trefor-Blue Water      | en 4 h 3 min 27 s     |
| 2e                    | Amets Txurruka        | Espagne               | Caja Rural-Seguros RGA | + 1 s                 |
| 3e                    | Michael Olsson        | Suède                 | Trefor-Blue Water      | + 4 s                 |
| 4e                    | Rasmus Guldhammer     | Danemark              | Cult Energy            | + 4 s                 |
| 5e                    | Marco Haller          | Autriche              | Katusha                | + 4 s                 |
| 6e                    | Chris Anker Sørensen  | Danemark              | Tinkoff-Saxo           | + 7 s                 |
| 7e                    | Mads Pedersen         | Danemark              | Cult Energy            | + 23 s                |
| 8e                    | Kristian Sbaragli     | Italie                | MTN-Qhubeka            | + 35 s                |
| 9e                    | Ángel Madrazo         | Espagne               | Caja Rural-Seguros RGA | + 35 s                |
| 10e                   | August Jensen         | Norvège               | Coop-Øster Hus         | + 35 s                |
| modifier              |                       |                       |                        |                       |

| Classement général | Classement général   | Classement général | Classement général     | Classement général  |
|                    | Coureur              | Pays               | Équipe                 | Temps               |
| ------------------ | -------------------- | ------------------ | ---------------------- | ------------------- |
| 1er                | Søren Kragh Andersen | Danemark           | Trefor-Blue Water      | en 18 h 14 min 28 s |
| 2e                 | Marco Haller         | Autriche           | Katusha                | + 8 s               |
| 3e                 | Michael Olsson       | Suède              | Trefor-Blue Water      | + 10 s              |
| 4e                 | Rasmus Guldhammer    | Danemark           | Cult Energy            | + 14 s              |
| 5e                 | Amets Txurruka       | Espagne            | Caja Rural-Seguros RGA | + 25 s              |
| 6e                 | Mads Pedersen        | Danemark           | Cult Energy            | + 33 s              |
| 7e                 | Alexander Kristoff   | Norvège            | Katusha                | + 40 s              |
| 8e                 | Kristian Sbaragli    | Italie             | MTN-Qhubeka            | + 45 s              |
| 9e                 | Ángel Madrazo        | Espagne            | Caja Rural-Seguros RGA | + 45 s              |
| 10e                | Daryl Impey          | Afrique du Sud     | Orica-GreenEDGE        | + 48 s              |
| modifier           |                      |                    |                        |                     |

### 5eétape
| Classement de l'étape | Classement de l'étape | Classement de l'étape | Classement de l'étape | Classement de l'étape |
|                       | Coureur               | Pays                  | Équipe                | Temps                 |
| --------------------- | --------------------- | --------------------- | --------------------- | --------------------- |
| 1er                   | Edvald Boasson Hagen  | Norvège               | MTN-Qhubeka           | en 4 h 4 min 18 s     |
| 2e                    | Daryl Impey           | Afrique du Sud        | Orica-GreenEDGE       | + 0 s                 |
| 3e                    | Marco Haller          | Autriche              | Katusha               | + 0 s                 |
| 4e                    | Sven Erik Bystrøm     | Norvège               | Katusha               | + 6 s                 |
| 5e                    | Jasper Stuyven        | Belgique              | Trek Factory Racing   | + 15 s                |
| 6e                    | Kristian Sbaragli     | Italie                | MTN-Qhubeka           | + 15 s                |
| 7e                    | Mads Pedersen         | Danemark              | Cult Energy           | + 15 s                |
| 8e                    | Marco Marcato         | Italie                | Wanty-Groupe Gobert   | + 15 s                |
| 9e                    | Daniel Hoelgaard      | Norvège               | Joker                 | + 15 s                |
| 10e                   | Rasmus Guldhammer     | Danemark              | Cult Energy           | + 15 s                |
| modifier              |                       |                       |                       |                       |

## Classements finals

### Classement général final
| Classement général final | Classement général final | Classement général final | Classement général final | Classement général final |
|                          | Coureur                  | Pays                     | Équipe                   | Temps                    |
| ------------------------ | ------------------------ | ------------------------ | ------------------------ | ------------------------ |
| 1er                      | Marco Haller             | Autriche                 | Katusha                  | en 22 h 18 min 47 s      |
| 2e                       | Søren Kragh Andersen     | Danemark                 | Trefor-Blue Water        | + 12 s                   |
| 3e                       | Michael Olsson           | Suède                    | Trefor-Blue Water        | + 24 s                   |
| 4e                       | Rasmus Guldhammer        | Danemark                 | Cult Energy              | + 28 s                   |
| 5e                       | Amets Txurruka           | Espagne                  | Caja Rural-Seguros RGA   | + 39 s                   |
| 6e                       | Daryl Impey              | Afrique du Sud           | Orica-GreenEDGE          | + 41 s                   |
| 7e                       | Edvald Boasson Hagen     | Norvège                  | MTN-Qhubeka              | + 46 s                   |
| 8e                       | Mads Pedersen            | Danemark                 | Cult Energy              | + 47 s                   |
| 9e                       | Alexander Kristoff       | Norvège                  | Katusha                  | + 53 s                   |
| 10e                      | Kristian Sbaragli        | Italie                   | MTN-Qhubeka              | + 59 s                   |
| modifier                 |                          |                          |                          |                          |

### Classements annexes
| Classement par points | Classement par points | Classement par points | Classement par points | Classement par points |
| --------------------- | --------------------- | --------------------- | --------------------- | --------------------- |
|                       | Coureur               | Pays                  | Équipe                | Point(s)              |
| 1er                   | Alexander Kristoff    | Norvège               | Katusha               | 62 points             |
| 2e                    | Daryl Impey           | Afrique du Sud        | Orica-GreenEDGE       | 52 pts                |
| 3e                    | Edvald Boasson Hagen  | Norvège               | MTN-Qhubeka           | 46 pts                |
| modifier              |                       |                       |                       |                       |

| Classement de la montagne | Classement de la montagne | Classement de la montagne | Classement de la montagne | Classement de la montagne |
| ------------------------- | ------------------------- | ------------------------- | ------------------------- | ------------------------- |
|                           | Coureur                   | Pays                      | Équipe                    | Point(s)                  |
| 1er                       | Amets Txurruka            | Espagne                   | Caja Rural-Seguros RGA    | 23 points                 |
| 2e                        | Etienne van Empel         | Pays-Bas                  | Roompot Oranje Peloton    | 13 pts                    |
| 3e                        | Ole André Austevoll       | Norvège                   | FixIT.no                  | 10 pts                    |
| modifier                  |                           |                           |                           |                           |

| Classement du meilleur jeune | Classement du meilleur jeune | Classement du meilleur jeune | Classement du meilleur jeune | Classement du meilleur jeune |
|                              | Coureur                      | Pays                         | Équipe                       | Temps                        |
| ---------------------------- | ---------------------------- | ---------------------------- | ---------------------------- | ---------------------------- |
| 1er                          | Marco Haller                 | Autriche                     | Katusha                      | en 22 h 18 min 47 s          |
| 2e                           | Søren Kragh Andersen         | Danemark                     | Trefor-Blue Water            | + 12 s                       |
| 3e                           | Mads Pedersen                | Danemark                     | Cult Energy                  | + 47 s                       |
| modifier                     |                              |                              |                              |                              |

| Classement par équipes | Classement par équipes | Classement par équipes | Classement par équipes |
|                        | Équipe                 | Pays                   | Temps                  |
| ---------------------- | ---------------------- | ---------------------- | ---------------------- |
| 1re                    | Caja Rural-Seguros RGA | Espagne                | en 66 h 59 min 9 s     |
| 2e                     | Trefor-Blue Water      | Danemark               | + 7 s                  |
| 3e                     | Wanty-Groupe Gobert    | Belgique               | + 1 min 21 s           |
| modifier               |                        |                        |                        |

### UCI Europe Tour
Ce Tour des Fjords attribue des points pour l'UCI Europe Tour 2015, par équipes seulement aux coureurs des équipes continentales professionnelles et continentales, individuellement à tous les coureurs sauf ceux faisant partie d'une équipe ayant un label WorldTeam.
| Position,          | 1er | 2e | 3e | 4e | 5e | 6e | 7e | 8e | 9e | 10e | 11e | 12e |
| Classement général | 80  | 56 | 32 | 24 | 20 | 16 | 12 | 8  | 7  | 6   | 5   | 3   |
| Par étape          | 16  | 11 | 6  | 5  | 4  | 2  |    |    |    |     |     |     |
| Leader, par étape  | 8   |    |    |    |    |    |    |    |    |     |     |     |

| Cycliste               | Équipe                 | Général | Étape | Leader | Total |
| ---------------------- | ---------------------- | ------- | ----- | ------ | ----- |
| Søren Kragh Andersen   | Trefor-Blue Water      | 56      | 18    | 8      | 82    |
| Edvald Boasson Hagen   | MTN-Qhubeka            | 12      | 27    | -      | 39    |
| Michael Olsson         | Trefor-Blue Water      | 32      | 6     | -      | 38    |
| Amets Txurruka         | Caja Rural-Seguros RGA | 20      | 11    | -      | 31    |
| Rasmus Guldhammer      | Cult Energy            | 24      | 5     | -      | 29    |
| Kristian Sbaragli      | MTN-Qhubeka            | 6       | 9     | -      | 15    |
| Asbjørn Kragh Andersen | Trefor-Blue Water      | -       | 11    | -      | 11    |
| Mads Pedersen          | Cult Energy            | 8       | 2     | -      | 10    |
| Ángel Madrazo          | Caja Rural-Seguros RGA | 5       | -     | -      | 5     |
| André Looij            | Roompot Oranje Peloton | -       | 4     | -      | 4     |

## Évolution des classements
| Étape              | Vainqueur            | Classement général   | Classement par points | Classement de la montagne | Classement du meilleur jeune | Classement par équipes |
| ------------------ | -------------------- | -------------------- | --------------------- | ------------------------- | ---------------------------- | ---------------------- |
| 1                  | Alexander Kristoff   | Alexander Kristoff   | Alexander Kristoff    | Ronan van Zandbeek        | Marco Haller                 | Katusha                |
| 2                  | Alexander Kristoff   | Alexander Kristoff   | Alexander Kristoff    | Ronan van Zandbeek        | Jasper Stuyven               | Katusha                |
| 3                  | Alexander Kristoff   | Alexander Kristoff   | Alexander Kristoff    | Ronan van Zandbeek        | Jasper Stuyven               | Trefor-Blue Water      |
| 4                  | Søren Kragh Andersen | Søren Kragh Andersen | Alexander Kristoff    | Amets Txurruka            | Søren Kragh Andersen         | Caja Rural-Seguros RGA |
| 5                  | Edvald Boasson Hagen | Marco Haller         | Alexander Kristoff    | Amets Txurruka            | Marco Haller                 | Caja Rural-Seguros RGA |
| Classements finals | Classements finals   | Marco Haller         | Alexander Kristoff    | Amets Txurruka            | Marco Haller                 | Caja Rural-Seguros RGA |

## Liste des participants
- Liste de départ complète

| Légende                             | Légende                                                                                                  | Légende                                | Légende                                                                                         |
| ----------------------------------- | --- | -------------------------------------- | ----------------------------------------------------------------------------------------------- |
| Num                                 | Dossard de départ porté par le coureur sur ce Tour des Fjords                                            | Pos                                    | Position finale au classement général                                                           |
| Leader du classement général        | Indique le vainqueur du classement général                                                               | Leader du classement par points        | Indique le vainqueur du classement par points                                                   |
| Leader du classement de la montagne | Indique le vainqueur du classement de la montagne                                                        | Leader du classement du meilleur jeune | Indique le vainqueur du classement du meilleur jeune                                            |
|                                     | Indique un maillot de champion national ou mondial, suivi de sa spécialité                               | #                                      | Indique la meilleure équipe                                                                     |
| NP                                  | Indique un coureur qui n'a pas pris le départ d'une étape, suivi du numéro de l'étape où il s'est retiré | AB                                     | Indique un coureur qui n'a pas terminé une étape, suivi du numéro de l'étape où il s'est retiré |
| HD                                  | Indique un coureur qui a terminé une étape hors des délais, suivi du numéro de l'étape                   | DSQ                                    | Indique un coureur qui a été disqualifié de la course, suivi du numéro de l'étape               |
| *                                   | Indique un coureur en lice pour le classement du meilleur jeune (coureurs nés après le 1er janvier 1991) |                                        |                                                                                                 |

| Katusha KAT                         | Katusha KAT              | Katusha KAT |
| ----------------------------------- | ------------------------ | ----------- |
| Num                                 | Coureur                  | Pos         |
| 1                                   | Alexander Kristoff (NOR) | 9e          |
| 2                                   | Sven Erik Bystrøm (NOR)* | 38e         |
| 3                                   | Jacopo Guarnieri (ITA)   | 43e         |
| 4                                   | Marco Haller (AUT)*      | 1er         |
| 5                                   | Dmitry Kozontchuk (RUS)  | 69e         |
| 6                                   | Simon Špilak (SLO)       | 41e         |
| Directeur sportif : Torsten Schmidt |                          |             |

| Orica-GreenEDGE OGE                | Orica-GreenEDGE OGE        | Orica-GreenEDGE OGE |
| ---------------------------------- | -------------------------- | ------------------- |
| Num                                | Coureur                    | Pos                 |
| 11                                 | Damien Howson (AUS)*       | AB-4                |
| 12                                 | Daryl Impey (RSA)          | 6e                  |
| 13                                 | Christian Meier (CAN)      | 12e                 |
| 14                                 | Magnus Cort Nielsen (DEN)* | AB-5                |
| 15                                 | Svein Tuft (CAN) (Route)   | 65e                 |
| 16                                 | Adam Yates (GBR)*          | 35e                 |
| Directeur sportif : Matthew Wilson |                            |                     |

| Tinkoff-Saxo TCS                   | Tinkoff-Saxo TCS               | Tinkoff-Saxo TCS |
| ---------------------------------- | ------------------------------ | ---------------- |
| Num                                | Coureur                        | Pos              |
| 21                                 | Michael Valgren (DEN)* (Route) | 15e              |
| 22                                 | Pavel Brutt (RUS)              | 31e              |
| 23                                 | Michal Kolář (SVK)*            | AB-5             |
| 24                                 | Juraj Sagan (SVK)              | 50e              |
| 25                                 | Chris Anker Sørensen (DEN)     | 17e              |
| 26                                 | Nikolay Trusov (RUS)           | 33e              |
| Directeur sportif : Nicki Sørensen |                                |                  |

| Trek Factory Racing TFR        | Trek Factory Racing TFR | Trek Factory Racing TFR |
| ------------------------------ | ----------------------- | ----------------------- |
| Num                            | Coureur                 | Pos                     |
| 31                             | Fabian Cancellara (SUI) | 49e                     |
| 32                             | Stijn Devolder (BEL)    | 60e                     |
| 33                             | Laurent Didier (LUX)    | 54e                     |
| 34                             | Gert Steegmans (BEL)    | 79e                     |
| 35                             | Jasper Stuyven (BEL)*   | 20e                     |
| 36                             | Danny van Poppel (NED)* | AB-5                    |
| Directeur sportif : Dirk Demol |                         |                         |

| Caja Rural-Seguros RGA # CJR           | Caja Rural-Seguros RGA # CJR | Caja Rural-Seguros RGA # CJR |
| -------------------------------------- | ---------------------------- | ---------------------------- |
| Num                                    | Coureur                      | Pos                          |
| 41                                     | Carlos Barbero (ESP)*        | 44e                          |
| 42                                     | Ángel Madrazo (ESP)          | 11e                          |
| 43                                     | Antonio Molina (ESP)*        | 39e                          |
| 44                                     | Eduard Prades (ESP)          | 29e                          |
| 45                                     | Amets Txurruka (ESP)         | 5e                           |
| 46                                     | Ricardo Vilela (POR)         | 25e                          |
| Directeur sportif : Eugenio Goikoetxea |                              |                              |

| Cult Energy CLT                    | Cult Energy CLT                  | Cult Energy CLT |
| ---------------------------------- | -------------------------------- | --------------- |
| Num                                | Coureur                          | Pos             |
| 51                                 | Rasmus Guldhammer (DEN)          | 4e              |
| 52                                 | Karel Hník (CZE)*                | 81e             |
| 53                                 | Mads Pedersen (DEN)*             | 8e              |
| 54                                 | Rasmus Christian Quaade (DEN)    | 73e             |
| 55                                 | Michael Reihs (DEN)              | 48e             |
| 56                                 | Michael Carbel Svendgaard (DEN)* | AB-5            |
| Directeur sportif : Michael Skelde |                                  |                 |

| MTN-Qhubeka MTN                    | MTN-Qhubeka MTN            | MTN-Qhubeka MTN |
| ---------------------------------- | -------------------------- | --------------- |
| Num                                | Coureur                    | Pos             |
| 61                                 | Edvald Boasson Hagen (NOR) | 7e              |
| 62                                 | Nicolas Dougall (RSA)*     | 76e             |
| 63                                 | Songezo Jim (RSA)          | 75e             |
| 64                                 | Kristian Sbaragli (ITA)    | 10e             |
| 65                                 | Jay Robert Thomson (RSA)   | 64e             |
| 66                                 | Jacobus Venter (RSA)       | 40e             |
| Directeur sportif : Alex Sans Vega |                            |                 |

| Roompot Oranje Peloton ROP               | Roompot Oranje Peloton ROP | Roompot Oranje Peloton ROP |
| ---------------------------------------- | -------------------------- | -------------------------- |
| Num                                      | Coureur                    | Pos                        |
| 71                                       | Reinier Honig (NED)        | 84e                        |
| 72                                       | Johnny Hoogerland (NED)    | 32e                        |
| 73                                       | Tim Kerkhof (NED)*         | AB-3                       |
| 74                                       | Michel Kreder (NED)        | 16e                        |
| 75                                       | André Looij (NED)*         | 56e                        |
| 76                                       | Etienne van Empel (NED)*   | 68e                        |
| Directeur sportif : Jean-Paul van Poppel |                            |                            |

| Topsport Vlaanderen-Baloise TSV    | Topsport Vlaanderen-Baloise TSV | Topsport Vlaanderen-Baloise TSV |
| ---------------------------------- | ------------------------------- | ------------------------------- |
| Num                                | Coureur                         | Pos                             |
| 81                                 | Tim Declercq (BEL)              | AB-5                            |
| 82                                 | Sander Helven (BEL)             | 58e                             |
| 83                                 | Pieter Jacobs (BEL)             | 55e                             |
| 84                                 | Preben Van Hecke (BEL)          | 59e                             |
| 85                                 | Jef Van Meirhaeghe (BEL)*       | AB-5                            |
| 86                                 | Arthur Vanoverberghe (BEL)      | AB-5                            |
| Directeur sportif : Hans De Clercq |                                 |                                 |

| Wanty-Groupe Gobert WGG            | Wanty-Groupe Gobert WGG | Wanty-Groupe Gobert WGG |
| ---------------------------------- | ----------------------- | ----------------------- |
| Num                                | Coureur                 | Pos                     |
| 91                                 | Jérôme Baugnies (BEL)   | 46e                     |
| 92                                 | Francis De Greef (BEL)  | 21e                     |
| 93                                 | Yannick Eijssen (BEL)   | AB-2                    |
| 94                                 | Marco Marcato (ITA)     | 18e                     |
| 95                                 | Marco Minnaard (NED)    | 14e                     |
| 96                                 | Lander Seynaeve (BEL)*  | NP-2                    |
| Directeur sportif : Steven De Neef |                         |                         |

| ActiveJet AJT                     | ActiveJet AJT            | ActiveJet AJT |
| --------------------------------- | ------------------------ | ------------- |
| Num                               | Coureur                  | Pos           |
| 101                               | Paweł Bernas (POL)       | 22e           |
| 102                               | Jesús Ezquerra (ESP)     | 53e           |
| 103                               | Paweł Franczak (POL)*    | 66e           |
| 104                               | Kamil Gradek (POL)       | AB-5          |
| 105                               | Tomasz Mickiewicz (POL)* | AB-2          |
| 106                               | Michał Podlaski (POL)    | 83e           |
| Directeur sportif : Piotr Kosmala |                          |               |

| Join-S-De Rijke RIJ               | Join-S-De Rijke RIJ       | Join-S-De Rijke RIJ |
| --------------------------------- | ------------------------- | ------------------- |
| Num                               | Coureur                   | Pos                 |
| 111                               | Jetse Bol (NED)           | AB-3                |
| 112                               | Robbert de Greef (NED)*   | AB-4                |
| 113                               | Ike Groen (NED)*          | 78e                 |
| 114                               | Wouter Mol (NED)          | 61e                 |
| 115                               | Taco van der Hoorn (NED)* | AB-5                |
| 116                               | Ronan van Zandbeek (NED)  | AB-5                |
| Directeur sportif : Frank Kwanten |                           |                     |

| Madison Genesis MGT              | Madison Genesis MGT    | Madison Genesis MGT |
| -------------------------------- | ---------------------- | ------------------- |
| Num                              | Coureur                | Pos                 |
| 121                              | Matthew Holmes (GBR)*  | 72e                 |
| 122                              | Martyn Irvine (IRL)    | AB-2                |
| 123                              | Dominic Jelfs (IRL)    | DSQ-2               |
| 124                              | James McLaughlin (GBR) | 82e                 |
| 125                              |                        |                     |
| 126                              | Erick Rowsell (GBR)    | 24e                 |
| Directeur sportif : Joan Horrach |                        |                     |

| Rabobank Development RDT              | Rabobank Development RDT   | Rabobank Development RDT |
| ------------------------------------- | -------------------------- | ------------------------ |
| Num                                   | Coureur                    | Pos                      |
| 131                                   | Mitchell Cornelisse (NED)* | AB-5                     |
| 132                                   | Lennard Hofstede (NED)*    | 28e                      |
| 133                                   | Jan Maas (NED)*            | 37e                      |
| 134                                   | Jeroen Meijers (NED)*      | AB-5                     |
| 135                                   | Sam Oomen (NED)*           | 19e                      |
| 136                                   | Antwan Tolhoek (NED)*      | 52e                      |
| Directeur sportif : Arthur van Dongen |                            |                          |

| Coop-Øster Hus COH                  | Coop-Øster Hus COH                     | Coop-Øster Hus COH |
| ----------------------------------- | -------------------------------------- | ------------------ |
| Num                                 | Coureur                                | Pos                |
| 141                                 | Håvard Blikra (NOR)*                   | 51e                |
| 142                                 | Fredrik Strand Galta (NOR)*            | 27e                |
| 143                                 | Krister Hagen (NOR)                    | AB-2               |
| 144                                 | Tormod Hausken Jacobsen (NOR)* (Route) | AB-3               |
| 145                                 | August Jensen (NOR)*                   | 13e                |
| 146                                 | Oscar Landa (NOR)*                     | NP-4               |
| Directeur sportif : Arne Aareskjold |                                        |                    |

| FixIT.no FIX                             | FixIT.no FIX                | FixIT.no FIX |
| ---------------------------------------- | --------------------------- | ------------ |
| Num                                      | Coureur                     | Pos          |
| 151                                      | Ole André Austevoll (NOR)*  | 47e          |
| 152                                      | Filip Eidsheim (NOR)        | 74e          |
| 153                                      | Adrian Gjølberg (NOR)       | 85e          |
| 154                                      | Marius Hafsås (NOR)*        | AB-1         |
| 155                                      | Sindre Eid Hermansen (NOR)* | AB-4         |
| 156                                      | Torstein Stokkenes (NOR)*   | AB-5         |
| Directeur sportif : Frode Jarle Jacobsen |                             |              |

| Joker TJO                           | Joker TJO                  | Joker TJO |
| ----------------------------------- | -------------------------- | --------- |
| Num                                 | Coureur                    | Pos       |
| 161                                 | Reidar Borgersen (NOR)     | 67e       |
| 162                                 | Daniel Hoelgaard (NOR)*    | 45e       |
| 163                                 | Truls Engen Korsæth (NOR)* | AB-5      |
| 164                                 | Philip Lindau (SWE)*       | AB-4      |
| 165                                 | Adrian Aas Stien (NOR)*    | 70e       |
| 166                                 | Edvin Wilson (SWE)         | AB-3      |
| Directeur sportif : Svein Erik Vold |                            |           |

| Ringeriks-Kraft KRA                | Ringeriks-Kraft KRA      | Ringeriks-Kraft KRA |
| ---------------------------------- | ------------------------ | ------------------- |
| Num                                | Coureur                  | Pos                 |
| 171                                | Audun Fløtten (NOR)      | 57e                 |
| 172                                | Ole Forfang (NOR)*       | 80e                 |
| 173                                | Christer Jensen (NOR)    | AB-3                |
| 174                                | Petter Theodorsen (NOR)* | 34e                 |
| 175                                | Torstein Træen (NOR)*    | 63e                 |
| 176                                | Max Emil Kørner (NOR)*   | AB-1                |
| Directeur sportif : Leonard Snoeks |                          |                     |

| Sparebanken Sør TSS             | Sparebanken Sør TSS         | Sparebanken Sør TSS |
| ------------------------------- | --------------------------- | ------------------- |
| Num                             | Coureur                     | Pos                 |
| 181                             | Vegard Robinson Bugge (NOR) | 71e                 |
| 182                             | Andreas Erland (NOR)*       | 62e                 |
| 183                             | Carl Fredrik Hagen (NOR)*   | 23e                 |
| 184                             | Christian Kaggestad (NOR)*  | AB-3                |
| 185                             | Thomas Larsen (NOR)*        | AB-3                |
| 186                             | Fridtjof Røinås (NOR)*      | 77e                 |
| Directeur sportif : Stian Remme |                             |                     |

| Tre Berg-Bianchi TTB              | Tre Berg-Bianchi TTB       | Tre Berg-Bianchi TTB |
| --------------------------------- | -------------------------- | -------------------- |
| Num                               | Coureur                    | Pos                  |
| 191                               | Sebastian Balck (SWE)      | 36e                  |
| 192                               | Ludvig Bengtsson (SWE)*    | AB-3                 |
| 193                               | Marcus Fåglum (SWE)*       | 42e                  |
| 194                               | Alexander Gingsjö (SWE)    | AB-3                 |
| 195                               | Niklas Gustavsson (SWE)    | AB-2                 |
| 196                               | Alexander Wetterhall (SWE) | 30e                  |
| Directeur sportif : Martin Vestby |                            |                      |

| Trefor-Blue Water TBW              | Trefor-Blue Water TBW         | Trefor-Blue Water TBW |
| ---------------------------------- | ----------------------------- | --------------------- |
| Num                                | Coureur                       | Pos                   |
| 201                                | Søren Kragh Andersen (DEN)*   | 2e                    |
| 202                                | Patrick Clausen (DEN)         | AB-3                  |
| 203                                | Daniel Foder (DEN)            | AB-5                  |
| 204                                | Asbjørn Kragh Andersen (DEN)* | 26e                   |
| 205                                | Michael Olsson (SWE) (Route)  | 3e                    |
| 206                                | Thomas Riis (DEN)*            | AB-5                  |
| Directeur sportif : Allan Johansen |                               |                       |